# Fermion Majorany
Cząstka Majorany – fermion opisywany równaniem Majorany. Cząstka ta jest swoją antycząstką (cząstka i jej antycząstka są identyczne, nierozróżnialne). Nazwa tych cząstek pochodzi od nazwiska Ettore Majorany, który zaproponował  istnienie ich na gruncie teorii kwantowej. Pojęcie cząstki Majorany jest komplementarne względem cząstki Diraca.
Standardowe fermiony, nazywane cząstkami Diraca, mogą istnieć w czterech stanach: jako cząstka lub antycząstka, każda w dwóch stanach skrętności. Cząstki Majorany mają tylko dwa możliwe stany, odpowiadające dwóm skrętnościom; w ten sposób można by je umiejscawiać między materią a antymaterią.
Obecnie nie są znane żadne istniejące w naturze elementarne cząstki Majorany. Cząstką taką mogłoby być neutrino, choć gdyby istotnie było ono cząstką Majorany, to możliwy byłby podwójny bezneutrinowy rozpad beta, jednakże dotychczas nie zaobserwowano tego zjawiska eksperymentalnie.
Istnienie cząstek Majorany przewidują niektóre rozszerzenia modelu standardowego fizyki cząstek elementarnych, np. teoria supersymetrii przewiduje, że neutralino (mieszanina supersymetrycznych partnerów neutralnych bozonów takich jak foton, Z0 i neutralne bozony Higgsa) jest cząstką Majorany.
W kwietniu 2012 r. naukowcy z Uniwersytetu Technicznego w Delfcie oraz Fundacji Podstawowych Badań Materii (FOM Foundation) poinformowali o odkryciu kwazicząstek Majorany jako stanów związanych o zerowej energii na końcach nadprzewodzących nanodrutów.